# 绿肉山楂
绿肉山楂（学名：Crataegus chlorosarca）是蔷薇科山楂属的植物。分布于俄罗斯、日本以及中国大陆的辽宁等地，目前尚未由人工引种栽培。